# Viktoria Goch
Viktoria Goch (offiziell: Sportverein Viktoria Goch 1912 e. V.) ist ein Sportverein aus Goch in Nordrhein-Westfalen. Der Verein unterhält die Abteilungen Fußball (Herren und Jugend), Leichtathletik sowie eine Karnevalsabteilung. Die erste Herrenmannschaft spielt derzeit in der Landesliga. Die Vereinsfarben sind schwarz und rot.

## Geschichte
Am 28. Juni 1912 wurde der FC Viktoria Goch zunächst als reiner Fußballclub ins Leben gerufen. Bereits ein Jahr später folgte nach Gründung einer Leichtathletikabteilung die Umbenennung in „Sportverein Viktoria e. V.“.
Die erste Fußballmannschaft spielte von 1982 bis 1987 in der damals drittklassigen Amateuroberliga Nordrhein. 1986 gewann Viktoria Goch den Niederrheinpokal und erreichte als Verbandspokalsieger die erste Hauptrunde im DFB-Pokal 1986/87, wo man dem FC 08 Homburg vor 3000 Zuschauern mit 0:3 unterlag.
Der Viktoria gelang 2001 als Landesligameister noch einmal die Rückkehr in die Verbandsliga Niederrhein, in der man bis 2011 spielte. Nach dem Abstieg in die Landesliga folgte 2016 ein weiterer Abstieg in die Bezirksliga. 2025 stiegen die Gocher wieder in die Landesliga auf.
Der Verein trägt seine Heimspiele im Hubert-Houben-Stadion aus. Zudem ist auf der Sportanlage an der Marienwasserstraße ein Rasenplatz, ein Ascheplatz und ein Kunstrasenplatz untergebracht.

## Basketball
1977 wurde eine Basketballabteilung gegründet. Zwei Jahre später tat man sich mit den Basketballern des TV Kalkar zusammen und bildete eine Spielgemeinschaft, die wiederum nur zwei Jahre hielt. Der TV Kalkar trat aus dem WBV aus und alle Spieler schlossen sich der Viktoria an. 1986 wechselte dann die komplette Abteilung zum TV Goch. Insgesamt gelangen der Abteilung fünf Kreismeisterschaften (Damen 1985, mA-Jugend 1984, wB-Jugend 1981–1983) sowie sieben Pokalerfolge (Damen 1985 und 1986, mA 1984, mC 1983, wA 1984, wB 1983 und 1985).

## Persönlichkeiten
- Toni Burghardt (Trainer)
- Klaus-Dieter Bone
- Olaf Bodden
- Wolfgang Funkel
- Hubert Houben
- Manfred Kubik
- Wolfgang Lüttges
- Reinhold Metzger
- Hans-Jürgen Offermanns
- Klaus Quinkert (Trainer)
- Werner Schneider
- Hans Sondermann (Trainer)
- Manfred Tebeck (Trainer)
- Andreas Wessels
- Hassan Yildirim